# Août 1656
Le mois de août 1656 est le 8e mois de l'année 1656.

## Événements
- 21 août : Début du siège de Riga

## Naissances
- 3 août : Jean Galbert de Campistron (mort le 11 mai 1723), écrivain français
- 6 août : Claude de Forbin (mort le 4 mars 1733), officier de marine français
- 11 août : Antonio Gaztañeta (mort le 5 février 1728), constructeur naval et amiral de la flotte royale espagnole
- 12 août : Claude de Visdelou (mort le 11 novembre 1737), prêtre jésuite français, missionnaire en Chine
- 13 août : Jacques François de Chastenet de Puységur (mort le 15 août 1743), maréchal de France
- 15 août : Léon Potier de Gesvres (mort le 12 novembre 1744), cardinal français
- 16 août : Christian Knaut (mort le 11 avril 1716), Botaniste allemand

## Décès
- 1er août : François de Chancy (né en 1600), compositeur et luthiste
- 3 août : Giangiacomo Teodoro Trivulzio (né en 1597), prélat catholique
- 7 août : Prasat Thong (né vers 1599), premier roi de la dynastie Prasat Thong
- 8 août : Salomon Koninck (né en 1609), peintre néerlandais
- 11 août : Ottavio Piccolomini (né le 11 novembre 1599), militaire italien
- 13 août : Otto van Zyll (né le 30 août 1588), jésuite hollandais
- 22 août : Jacques Lescot (né le 1er août 1593), prélat français